# 9933 Алексєєв
9933 Алексє́єв (1985 SM3, 1988 PQ1, 9933 Alekseev) — астероїд головного поясу, відкритий 19 вересня 1985 року.
Тіссеранів параметр щодо Юпітера — 3,688.
Названий на честь російського геофізика, академіка Анатолія Семеновича Алексєєва.